# Gemmula monilifera
Gemmula monilifera é uma espécie de gastrópode do gênero Gemmula, pertencente a família Turridae.